# Dubljany (Sambir)
Dubljany (ukrainisch Дубляни; russisch Дубляны, polnisch Dublany) ist eine Siedlung städtischen Typs im Rajon Sambir der Oblast Lwiw im Westen der Ukraine.

## Lage
Die Siedlung ist 95 Kilometer südwestlich von Lemberg und 15 Kilometer östlich der Rajonshauptstadt Sambir am Flüsschen Weryteno (Веритено) gelegen.

## Geschichte
Der Ort wurde 1432 zum ersten Mal schriftlich erwähnt, lag zunächst in Polen, kam 1772 als Dublany zum österreichischen Galizien und war ab 1918 bis 1939 ein Teil der Polnischen Republik (im Powiat Sambor, Woiwodschaft Lwów). Nach dem Ende des Zweiten Weltkrieges fiel der Ort an die Sowjetunion, seit 1991 ist er Teil der heutigen Ukraine. 1957 erhielt das nunmehr Dubljany genannte Dorf den Status einer Siedlung städtischen Typs, zwischen 1940/1944 bis 1959 war er das Zentrum des gleichnamigen Rajons Dubljany innerhalb der Oblast Drohobytsch.
1872 wurde südlich des Ortes ein Bahnhof an der Bahnstrecke Stryj–Chyriw der Dniester Bahn eröffnet. Das deutschsprachige Dorf Kranzberg lag südwestlich des Ortskernes und wurde nach 1945 ein Teil der Siedlung.
Am 12. August 2015 wurde die Siedlung zum Zentrum der neu gegründeten Siedlungsgemeinde Dubljany (Дублянська селищна громада/Dubljanska selyschtschna hromada). Zu dieser zählen auch die 6 Dörfer Luka, Majnytsch (Майнич), Mala Chworoschtscha (Мала Хвороща), Mala Osymyna (Мала Озимина), Sapuschany (Залужани) und Welyka Osymyna (Велика Озимина); bis dahin lautete die Bezeichnung auf Siedlungsratsgemeinde Dubljany.
Am 12. Juni 2020 wurde die Siedlungsgemeinde wieder aufgelöst und die Orte ein Teil der Stadtgemeinde Nowyj Kalyniw (Новокалинівська міська громада/Nowokalyniwska miska hromada).

## Bildung
In der habsburgischen Ära wurde 1855 eine höhere landwirtschaftliche Lehranstalt gegründet, die 1901 zur „Landwirtschaftlichen Akademie“ erhoben wurde. Mit der Matura als Voraussetzung konnte man ein 4-semestriges Studium mit Abschlussdiplom absolvieren.

## Persönlichkeiten
- Eduard Bitterlich (1833–1872), österreichischer Maler